# Serhiy Kandaurov
Pour les articles homonymes, voir Kandaourov.
Serhiy Viktorovytch Kandaurov (en ukrainien : Сергі́й Ві́кторович Кандау́ров) est un joueur de football ukrainien né le 2 février 1972 à Jeleznogorsk. 
Il évoluait au poste de milieu.

## Carrière

### En tant que joueur
- 1990-1993 :  Metalist Kharkiv
- 1993-1997 :  Maccabi Haïfa
- 1997-2001 :  Benfica
- 2001-2002 :  Metalist Kharkiv
- 2002-2003 :  MS Ashdod
- 2003-2004 :  FC Felgueiras
- 2004-2006 :  FC Helios Kharkiv

### En tant qu'entraîneur
- 2007-2008 :  FC Arsenal Kharkiv
- 2009-2010 :  FC Helios Kharkiv